# Sceloporus gadoviae
Sceloporus gadoviae este o specie de șopârle din genul Sceloporus, familia Phrynosomatidae, descrisă de Boulenger 1905. A fost clasificată de IUCN ca specie cu risc scăzut. Conform Catalogue of Life specia Sceloporus gadoviae nu are subspecii cunoscute.